# John Randolph av Roanoke

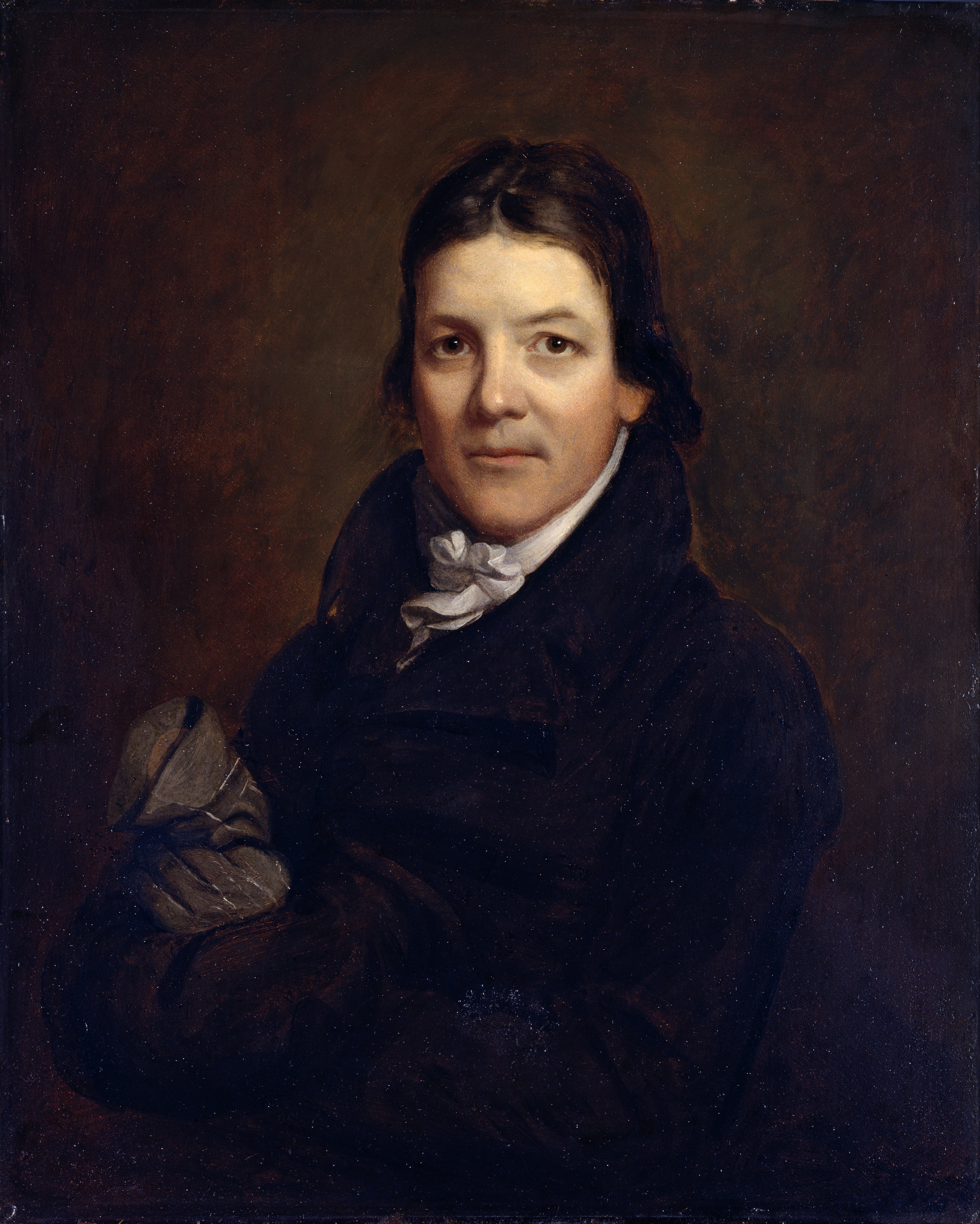
John Randolph, porträtt från 1811 av John Wesley Jarvis.

John Randolph, född 2 juni 1773 i Prince George County, Virginia, död 24 maj 1833 i Philadelphia, Pennsylvania, var en amerikansk politiker och diplomat. Han representerade delstaten Virginia i båda kamrarna av USA:s kongress. Han var ledamot av USA:s representanthus 1799–1813, 1815–1817, 1819–1825, 1827–1829 och från 4 mars 1833 fram till sin död. Han var ledamot av senaten 1825–1827. Han var känd som "John Randolph av Roanoke" för att särskilja honom från andra med samma namn. Tillnamnet "Roanoke" är efter Randolphs plantage i Charlotte County och inte efter staden Roanoke, som grundades långt senare.

## Biografi
Randolph studerade vid College of New Jersey (numera Princeton University) och Columbia College. Han studerade sedan juridik i Philadelphia men arbetade aldrig som advokat. Han utkämpade flera dueller, en gång med Henry Clay. Han led av dålig hälsa största delen av sitt liv, vilket delvis berodde på följderna av tuberkulos. Han använde opium, ett rusmedel som var lagligt vid den tidpunkten.
I representanthuset var Randolph en ledande företrädare för de demokrat-republikanerna som kallades "Quids" (eller tertium quids). Han bröt år 1806 med Thomas Jefferson på grund av den federala regeringens ökade maktanspråk.
Randolph besegrades i 1812 års kongressval då han var emot 1812 års krig. Han vann igen två år senare. Han kandiderade inte i kongressvalet 1816 men valdes på nytt till representanthuset i kongressvalet 1818. Senator James Barbour avgick 1825 för att tillträda som USA:s krigsminister och efterträddes av Randolph.
Randolph återvände 1827 till representanthuset och efterträddes i senaten av John Tyler. Han kandiderade inte till omval i kongressvalet 1828. Han var anhängare av Andrew Jackson. President Jackson utnämnde honom 1830 till chef för USA:s diplomatiska beskickning i Tsarryssland. Randolph avgick senare samma år av hälsoskäl och efterträddes av James Buchanan.
Randolph kandiderade en sista gång i kongressvalet 1832. Han vann igen men avled i ämbetet redan i maj 1833. Han gravsattes ursprungligen på sin plantage Roanoke i Charlotte County men gravplatsen har sedermera flyttats till Hollywood Cemetery i Richmond, Virginia.

## Eftermäle
Den paleokonservativa organisationen John Randolph Club har tagit sitt namn efter Randolph. Det finns två colleges i Virginia namngivna efter honom: Randolph College i Lynchburg och Randolph-Macon College i Ashland där namnets andra led är efter en annan politiker, Nathaniel Macon. John Greenleaf Whittiers dikt "Randolph of Roanoke" handlar om John Randolph.
Randolph var en av initiativtagarna till organisationen American Colonization Society, bildad 1816, vars arbete resulterade i skapandet av den afrikanska staten Liberia.